# Distretto di Liandu
Il distretto di Liandu (莲都区S) è un distretto della Cina, situato nella provincia dello Zhejiang.